# Iglesia de la Ascensión (Vilna)
La iglesia de la Ascensión (en lituano: Viešpaties Dangun Žengimo bažnyčia) es un edificio religioso católico que localizado en Vilna, Lituania.

## Historia
Su construcción comenzó en 1695, pero debido a la falta de financiación no se completó hasta 1730, después de 35 años, y en ese mismo año fue consagrada como iglesia de la Ascensión.
En 1750-1754 se elevaron las torres de la iglesia según un proyecto del arquitecto Johann Christoph Glaubitz en estilo barroco de Vilna y en 1755-1756 se construyó el pórtico de la iglesia. La fachada de la iglesia está profusamente decorada con molduras rococó. Sin embargo, el interior de la iglesia es bastante modesto y representa los valores de la Congregación de la Misión. Cerca de la iglesia hay un antiguo monasterio de la Congregación de la Misión. El complejo también tenía un hospital. Los misioneros bautizaron la colina en la que se construyó el complejo como colina del Salvador.
La iglesia fue cerrada en 1844 y su comunidad fue incorporada a la parroquia de la iglesia de San Juan Bautista y San Juan Evangelista en Vilna, frente a la universidad. Fue reabierto después de 1860 y restaurado con fondos privados. 
Sirve como depósito de los museos del país y desde 2022 el complejo se encuentra en reconstrucción.

## Galería

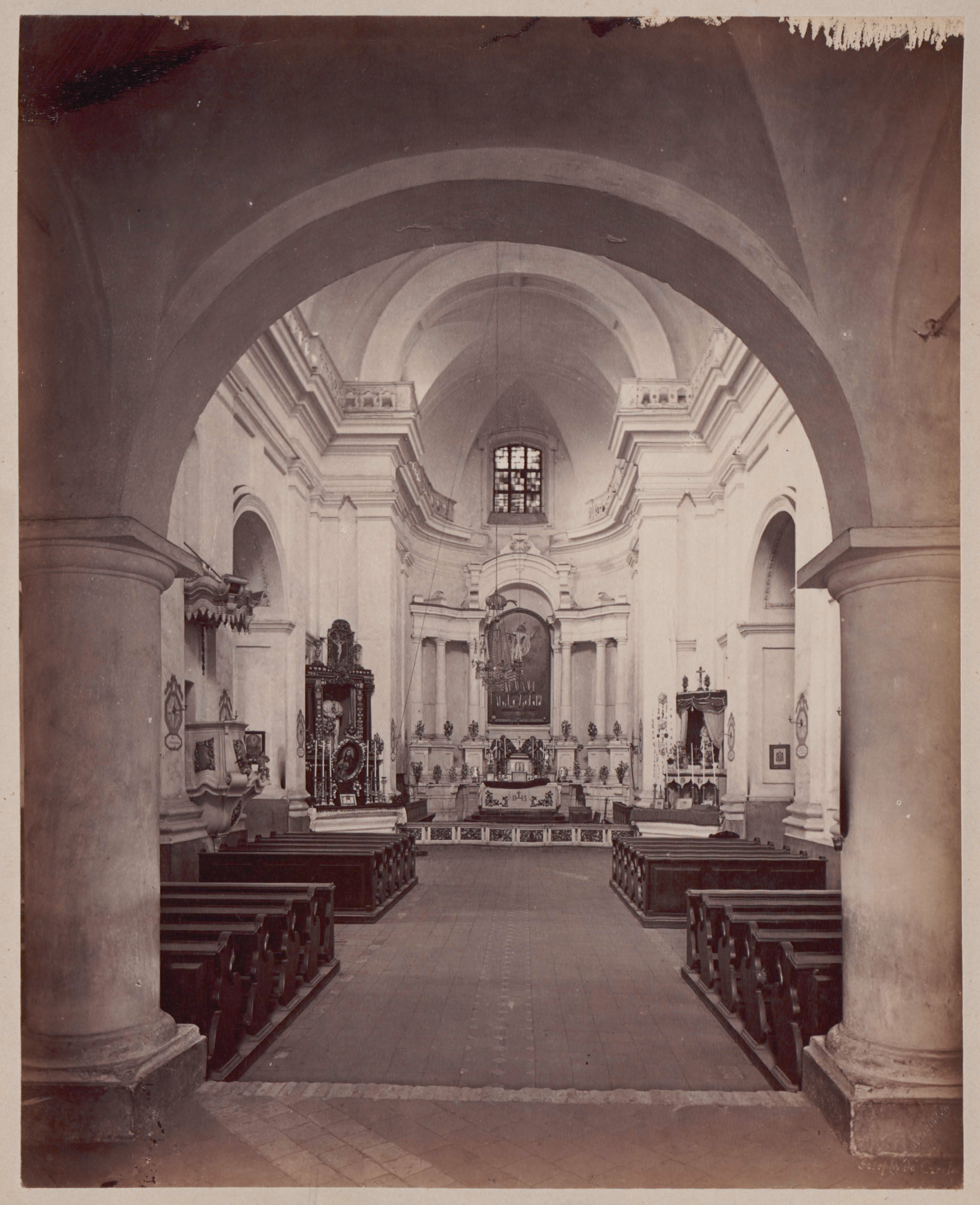
Interior de la iglesia antes de 1875
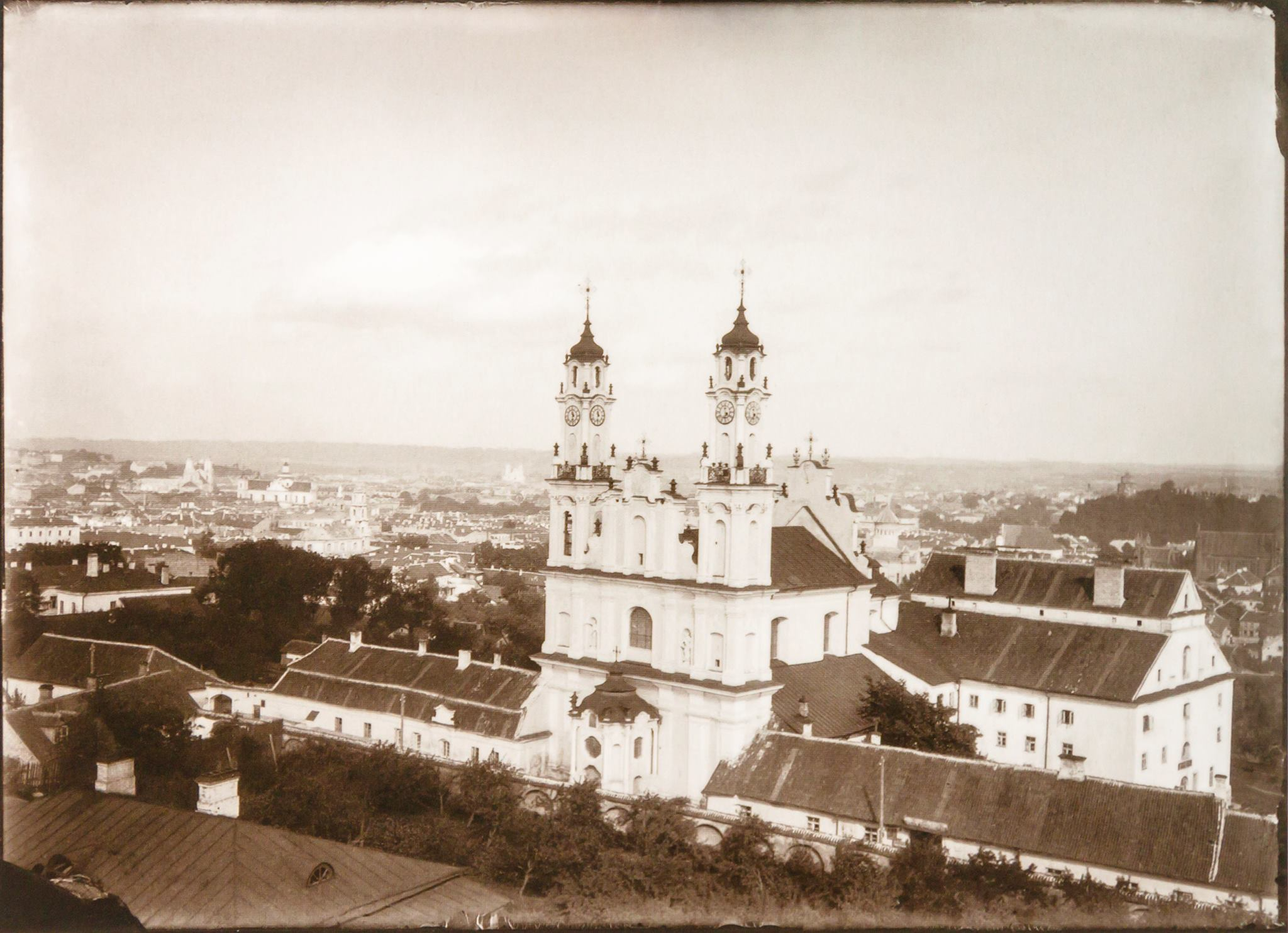
Vista aérea en 1896
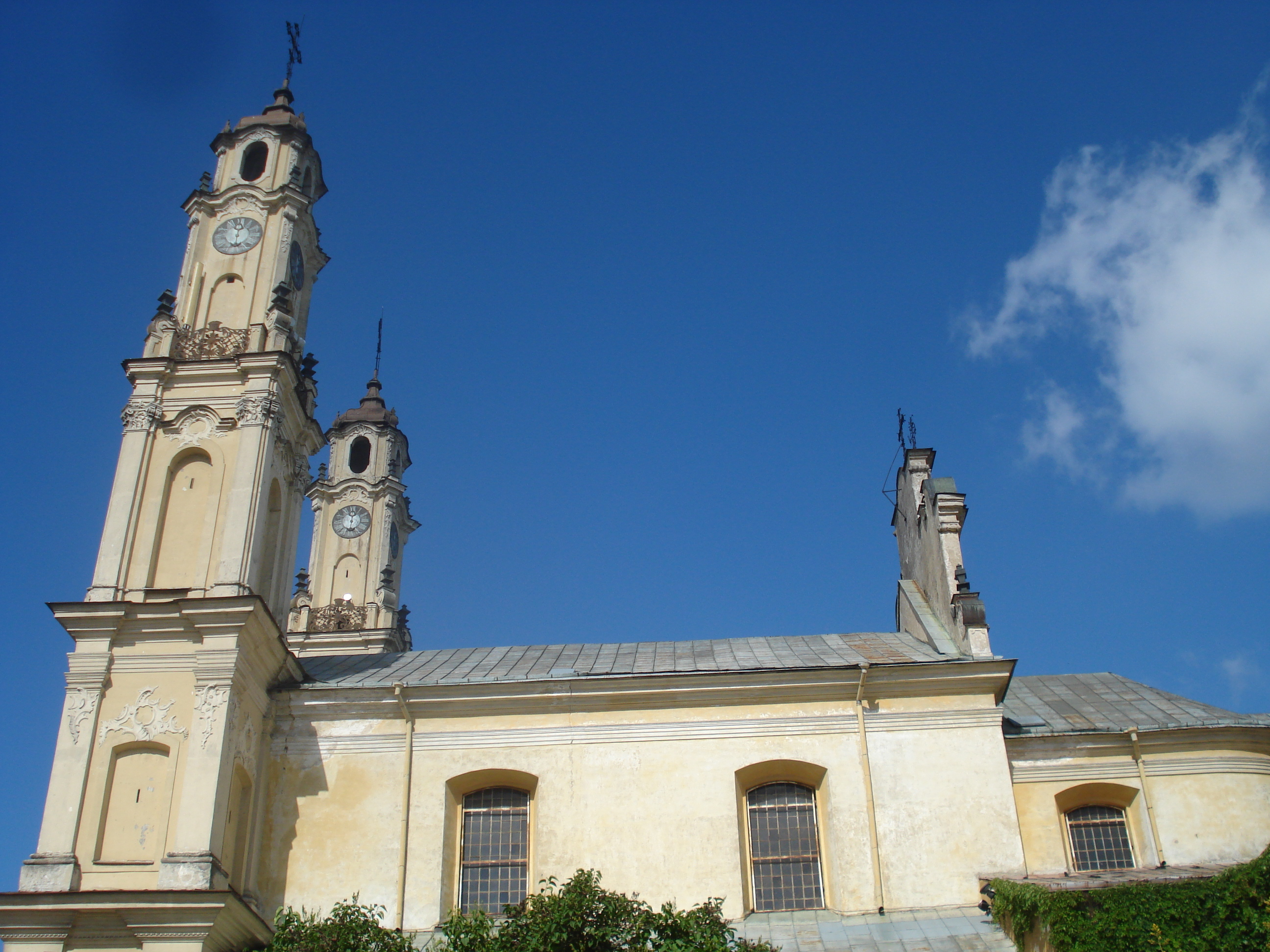
Lateral de la iglesia